# كارلوس إنريكي روبيو
كارلوس إنريكي روبيو هو محامي دومينيكاني، ولد في 27 نوفمبر 1981 في سانتو دومينغو في جمهورية الدومينيكان.